# Тарнувский трамвай

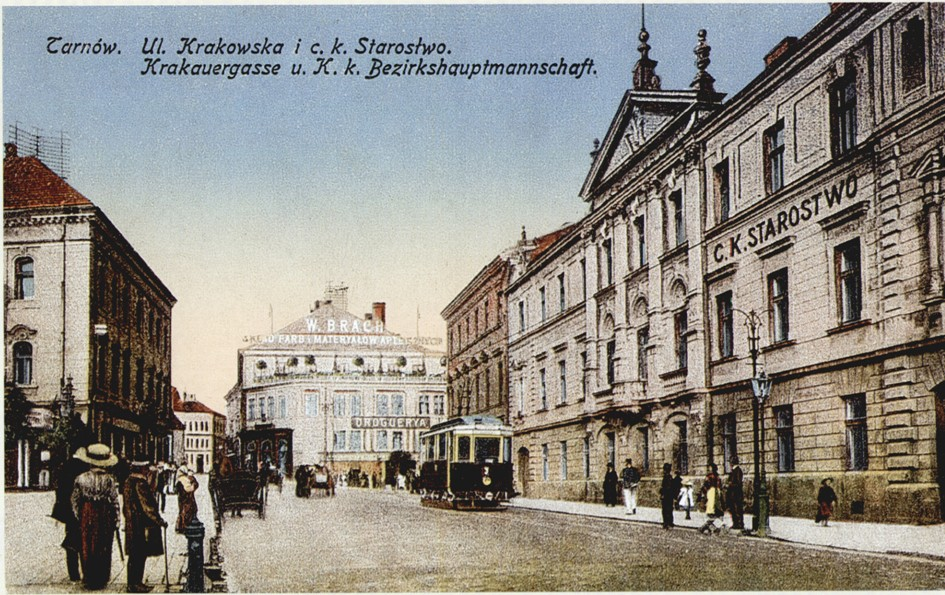
Тарнувский трамвай на открытке начала XX века

Трамвай в Тарнове — трамвайная система в Тарнуве, действующая в период 1911—1942 годов.
Тарнув был единственным провинциальным городом в Галиции, в котором с 1911 года начал работать электрический трамвай. Вагоны были украшены зелеными ветвями, цветами и лентами. Они были красного цвета с жёлто-голубым гербом города. Их ласково называли «biedronkami» («божьими коровками»). Цвет тарновских трамваев был выбран аналогично львовским. Длина трамвайных линий в Тарнове превышала 2580 м. Линия шла от ул. Буртничей по Львовской, Валовой, Краковской до железнодорожного вокзала. Трамвайные остановки были у ул. Важивной, Шпитальной, у Пильзненской Брамы, ул. Здройовой (Голдхаммера), Семинарийской (Пилсудского), Кафедральной, Бандровского, у костела отцов миссионеров. Постоянно на линии работало 6 вагонов, ходившие каждые 6 минут с 6 утра до 10 вечера.
Трамвай в Тарнове функционировал 31 год и был ликвидирован немецкой оккупационной властью в 1942 году. Сеть мешала движению войск на восток и была демонтирована.
На улице Валовой в конце мая 2004 года установлена историческая трамвайная остановка с лавкой. Находится она в нескольких метрах от места, где раньше была трамвайная остановка.